# Rhodothermus
Rhodothermus es un género de bacterias gramnegativas de la familia Rhodothermaceae. Fue descrito en el año 1995. Se etimología hace referencia a termófilo rojo. Consiste en especies marinas, termófilas, aerobias e inmóviles, con temperaturas óptimas de crecimiento alrededor de los 70 °C. Forman colonias rosadas-rojas. Inicialmente se aislaró de una fuente termal submarina de poca profundidad en Islandia.  

## Taxonomía
Actualmente contiene tres especies descritas:
- Rhodothermus marinus, que es la más estudiada[3]
- Rhodothermus bifroesti
- Rhodothermus profundi